# Онтігола
Онтігола (ісп. Ontígola) — муніципалітет в Іспанії, у складі автономної спільноти Кастилія-Ла-Манча, у провінції Толедо. Населення — 3874 особи (2010).
Муніципалітет розташований на відстані близько 46 км на південь від Мадрида, 41 км на північний схід від Толедо.

## Демографія
Динаміка населення (INE ):

## Галерея зображень

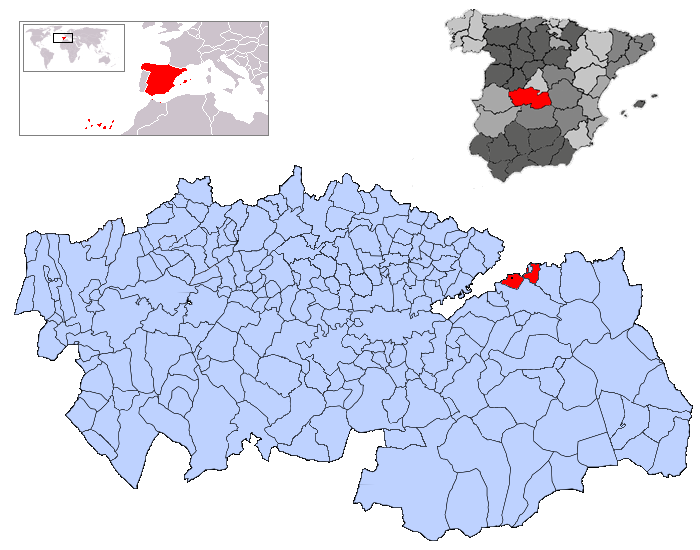
Розташування муніципалітету у провінції Толедо